# August von Bomsdorff
August Georg Ferdinand von Bomsdorff (* 18. September 1842 in Charlottenburg; † 10. September 1912 in Großtabarz) war ein preußischer General der Infanterie.

## Leben

### Herkunft
Er war der Sohn des preußischen Majors a. D. Wilhelm von Bomsdorff. Das Geschlecht ist die als früheste ansässig erwähnte Adelsfamilie in der Markgrafschaft Niederlausitz.

### Militärkarriere
Bomsdorff besuchte das Kadettenkorps und wurde anschließend am 15. Juli 1860 als Sekondeleutnant dem Garde-Füsilier-Regiment der Preußischen Armee überwiesen. Mitte Juni 1867 avancierte er zum Premierleutnant und war 1868/70 als Adjutant der 37. Infanterie-Brigade kommandiert. Zwischenzeitlich hatte man ihn am 21. November 1869 in das 1. Garde-Regiment zu Fuß versetzt. Mit diesem Verband nahm Bomsdorff 1870/71 als Hauptmann und Kompaniechef am Krieg gegen Frankreich teil und erhielt für seine Leistungen das Eiserne Kreuz II. Klasse.
Nach dem Friedensschluss folgte am 5. Januar 1875 seine Versetzung in den Großen Generalstab. Bomsdorff war dann von Ende Oktober 1875 bis Mitte Mai 1882 im Generalstab des Gardekorps tätig. Daran schloss sich eine Verwendung im Generalstab des XV. Armee-Korps an. Am 23. November 1882 kommandierte man ihn zur Dienstleistung als Flügeladjutant von Kaiser Wilhelm I. Mit seiner Beförderung zum Oberstleutnant wurde Bomsdorff am 1. Januar 1883 zum Flügeladjutanten ernannt. Unter Belassung in seinem Kommando erfolgte am 23. September 1884 die Versetzung in den Generalstab der Armee und die Ernennung zum Chef des Generalstabes des X. Armee-Korps. Unter Belassung in dieser Stellung wurde Bomsdorff am 13. Juli 1888 zum Kommandeur des 1. Magdeburgischen Infanterie-Regiments Nr. 26 ernannt. Unter gleichzeitiger Beförderung zum Generalmajor kommandierte er ab 27. Januar 1890 für drei Jahre die 25. Infanterie-Brigade in Münster. Am 27. Januar 1893 beauftragte man Bomsdorff mit der Führung der ebenfalls in Münster stationierten 13. Division. Zeitgleich mit seiner Beförderung zum Generalleutnant wurde er am 18. April 1893 zum Kommandeur dieser Division ernannt. Bereits am 10. Juli 1893 wurde Bomsdorff von diesem Kommando entbunden, nach Berlin versetzt und zum Kommandeur der 2. Garde-Division ernannt.
Am 27. Januar 1897 wurde Bomsdorff nach Posen versetzt und hier zunächst mit der Führung des V. Armee-Korps beauftragt. Unter Beförderung zum General der Infanterie erhielt er am 17. April 1897 seine Ernennung zum Kommandierenden General. In gleicher Eigenschaft war Bomsdorff vom 4. April bis zum 16. Oktober 1899 in Hannover beim X. Armee-Korps tätig. Schließlich fungierte er anschließend als Gouverneur von Berlin. In Genehmigung seines Abschiedsgesuches wurde Bomsdorff unter Ernennung zum Chef des Infanterie-Regiments „Fürst Leopold von Anhalt-Dessau“ (1. Magdeburgisches) Nr. 26 am 2. Mai 1901 mit Pension zur Disposition gestellt.
Bomsdorff heiratete am 26. Juli 1870 in Oldenburg Amalie Freiin von Berg (* 1843).